# Llombay (Vall de Gallinera)
Llombay es una localidad española del municipio alicantino de Vall de Gallinera, en la Comunidad Valenciana.

## Historia
Perteneciente al término municipal de Vall de Gallinera, aparece descrita en el décimo volumen del Diccionario geográfico-estadístico-histórico de España y sus posesiones de Ultramar de Pascual Madoz de la siguiente manera:

LOMBAY: l. de la prov. de Alicante, part. jud. de Pego, ayunt. del valle de Gallinera. (V.)
(Madoz, 1847, p. 366)

La localidad, que quedó despoblada en la década de 1970, en 2021 tenía censados 3 habitantes.